# Rio de Moinhos (Arcos de Valdevez)
Rio de Moinhos ist eine Gemeinde (Freguesia) im nordportugiesischen Kreis Arcos de Valdevez. In ihr leben 433 Einwohner (Stand 19. April 2021).